# Бока Ратон
Бока Ратон (енгл. Boca Raton) град је у америчкој савезној држави Флорида. По попису становништва из 2020. у њему је живело 97.422 становника.

## Демографија
Према попису становништва из 2010. у граду је живело 84.392 становника, што је 9.628 (12,9%) становника више него 2000. године.
| Група             | 2000.          | 2010.          |
| Белци             | 62.925 (84,2%) | 66.787 (79,1%) |
| Афроамериканци    | 2.810 (3,8%)   | 4.411 (5,2%)   |
| Азијати           | 1.489 (2,0%)   | 2.045 (2,4%)   |
| Хиспаноамериканци | 6.359 (8,5%)   | 10.021 (11,9%) |
| Укупно            | 74.764         | 84.392         |